# European Participating Air Forces
De European Participating Air Forces (EPAF) is een organisatie van Europese luchtmachten die samenwerken om gezamenlijke luchtmachtoperaties te ondersteunen.
De EPAF is opgericht om de interoperabiliteit en samenwerking tussen de deelnemende luchtmachten te verbeteren, wat het mogelijk maakt om gezamenlijke operaties efficiënter en effectiever te laten verlopen. De EPAF bestaat uit een aantal Europese landen, waaronder Frankrijk, Duitsland, het Verenigd Koninkrijk en Spanje. De organisatie werkt samen met NAVO om de luchtmachtcapaciteiten van de deelnemende landen te versterken en om ervoor te zorgen dat de Europese luchtmachten in staat zijn om efficiënt te reageren op verschillende situaties, zoals humanitaire crises of militaire operaties.